# 屋根部屋のプリンス
『屋根部屋のプリンス』（やねべやのプリンス、朝: 옥탑방 왕세자)は2012年3月21日から2012年5月24日まで韓国SBSで放送されたテレビドラマ。全20話。

## あらすじ
ある日、世子イ・ガクの傍らにいたはずの嬪宮ファヨンがプヨン池から遺体で発見され、何者かによる陰謀だと考えたイ・ガクは3人の臣下を集め、事件の真相を解明しようとする。事件が起きた時に嬪宮と一緒にいた人物の居場所を突き止めたが、何者かの策略でイ・ガクらは襲われる。逃げている途中で崖を飛び越えた時にタイムスリップし、イ・ガクらは21世紀のソウルのパク・ハの家に飛ばされる。
一方現代では、ニューヨークでヨン・テヨンはパク・ハに一目惚れする。パク・ハは父親が見つかったとの知らせが入り、ソウルに戻る。2年後のある日、パク・ハが帰宅するとそこにはイ・ガクたちがいた。イ・ガクは現代で嬪宮とそっくりな女性のホン・セナに出会い、彼女と婚約しようとするが次第にパク・ハに惹かれていく。

## 登場人物

### 主要人物
イ・ガク - パク・ユチョン（子役：チェ・ウォンホン）
パク・ハ(本名 パク・インジュ) - ハン・ジミン（子役 チョン・ミンソ） / 日本語：世戸さおり
ホン・セナ - チョン・ユミ（子役 キム・ソヒョン）
ヨン・テム - イ・テソン

### 臣下
ソン・マンボ - イ・ミノ
易学、医術、天文、地理などに優れている。暗記が得意であり、瞬時に覚えられる能力を持っている。司書に特別採用される。

ウ・ヨンスル - チョン・ソグォン
武術の達人、処刑されるところをイ・ガクに拾われ翊賛に特別採用される。次第にパク・ハに惹かれていく。

ト・チサン - チェ・ウシク
元内官で男と女を知り尽くしており人間にも詳しく尚洗に特別採用される。

### 現代
ヨン・テヨン - パク・ユチョン(イ・ガクの転生後)
会社経営に興味がなくニューヨークで絵の勉強をしている。絵が得意で風景画をよく描く。2年前パク・ハに一目惚れし、パク・ハを描いたハガキを残して行方不明に。2年後シカゴの病院で意識不明の状態で発見される。

ヨ・ギルラム - パン・ヒョジョン
ヨン・テヨンの祖母。

ヨン・ソルヒ - パク・チュングム
ヨン・テヨンの叔母。

コン・マノク - ソン・オクスク
ホン・セナの母であるが実の母親ではない。

チャン・ソンジュ会長 - ナ・ヨンヒ
セナの生みの親。もう一人の娘、パク・インジュを探している。

ヨン・ドンマン - アン・ソクファン
ヨン・テムの父親。

ピョ・テクス - イ・ムンシク
2年前にテヨンが行方不明になった事件の真相を探っている。

ベッキー -　クジャル ツルスウノバ
パク・ハの友人であり、モデルの仕事をしている。

レディー・ミミ - カン・ビョル
パク・ハの友人、Web漫画家。マンボに好感を抱く。

パン・スボン - キム・テヒ
ヨン・テムの側近。

パク・インチョル - メン・サンフン
パク・ハの父親。2年前に病気で亡くなる。

ホ・ヨム(パク・ハの見合い相手) - ソン・ジェヒ 第8話、第9話

### 朝鮮時代
プヨン(パク・ハの前世)
処女単子として出される前日にファヨンが持っていた焼きごてが顔にあたり大火傷をしてしまう。その傷跡を隠すために蓮の刺繍がされた一種のマスクをつけている。刺繍の腕前が素晴らしく、蝶が本物の花と見間違えてしまうほど。詩歌も得意としている。

ファヨン(ホン・セナの前世)
プヨンの姉で、処女単子には自分が出されると思っていたのにプヨンが出されると知り、プヨンのことを良く思わなくなる。処女単子の前日にプヨンに火傷させ自分が出ることになる。そして嬪宮に選ばれるが刺繍や詩歌はあまり出来ず、いつもプヨンに頼っている。

ムチャン君(ヨン・テムの前世)
イ・ガクとは異母兄弟であり、幼いころに宮から追い出されてイ・ガクに反感を抱き王座を奪おうとする。

朝鮮時代の国王 - キム・ユソク
イ・ガクの父親。

ホン・マンピル - キル・ヨンウ
左議政でプヨンとファヨンの父親。

プヨンとファヨンの母親 - キョン・ミリ

## 韓国国外での放送

### 日本
日本では2012年7月27日～12月7日（KNTV）、2013年2月20日～4月24日（WOWOW）、2013年6月3日～28日（TBS系列『韓流セレクト』枠）、2013年12月20日～テレビせとうち（おはようドラマ1部枠）、2014年2月3日～（テレビ愛知）にそれぞれ放送された。

## サウンドトラック

### 韓国版
| #   | タイトル                    | 作詞 | 作曲・編曲 | アーティスト   |
| --- | --------------------------- | ---- | ---------- | -------------- |
| 1.  | 「しばらく経って」          |      |            | ペク・チヨン   |
| 2.  | 「傷」                      |      |            | ALi            |
| 3.  | 「ハッピーエンド」          |      |            | パグ・チェボム |
| 4.  | 「芙蓉池」                  |      |            |                |
| 5.  | 「嬪」                      |      |            |                |
| 6.  | 「屋根部屋の皇太子(Title)」 |      |            |                |
| 7.  | 「ジャージ4人衆」           |      |            |                |
| 8.  | 「ソウル旅行」              |      |            |                |
| 9.  | 「今宵花同宿」              |      |            |                |
| 10. | 「なぞなぞ」                |      |            |                |
| 11. | 「ずいぶん経って(Inst)」    |      |            |                |
| 12. | 「傷(Inst)」                |      |            |                |
| 13. | 「ハッピーエンド(Inst)」    |      |            |                |

| #   | タイトル                     | 作詞 | 作曲・編曲 | アーティスト |
| --- | ---------------------------- | ---- | ---------- | ------------ |
| 1.  | 「どの空の下にいても」       |      |            | パク・キヨン |
| 2.  | 「恋は難しい」               |      |            | Twilight     |
| 3.  | 「しばらく経って」           |      |            | チョ・ウン   |
| 4.  | 「照らしてあげる」           |      |            | キルグボング |
| 5.  | 「ANDANTE」                  |      |            | Jea:n        |
| 6.  | 「Orientalism」              |      |            |              |
| 7.  | 「ペパーミントキャンディー」 |      |            |              |
| 8.  | 「無国籍者たち」             |      |            |              |
| 9.  | 「Alone」                    |      |            |              |
| 10. | 「暗闘」                     |      |            |              |
| 11. | 「Urban S」                  |      |            |              |
| 12. | 「失踪」                     |      |            |              |
| 13. | 「Jump to the future」       |      |            |              |
| 14. | 「セナのMinor」              |      |            |              |
| 15. | 「Karma」                    |      |            |              |
| 16. | 「皇太子Blues」              |      |            |              |
| 17. | 「She is」                   |      |            |              |
| 18. | 「右往左往」                 |      |            |              |
| 19. | 「帰還」                     |      |            |              |

### 日本版
| #   | タイトル                     | 作詞 | 作曲・編曲 | アーティスト |
| --- | ---------------------------- | ---- | ---------- | ------------ |
| 1.  | 「ずいぶんたって」           |      |            | ペク・チヨン |
| 2.  | 「傷」                       |      |            | ALi          |
| 3.  | 「ハッピーエンド」           |      |            | JAY PARK     |
| 4.  | 「芙蓉池 蓮池」              |      |            |              |
| 5.  | 「嬪」                       |      |            |              |
| 6.  | 「屋根部屋のプリンス Title」 |      |            |              |
| 7.  | 「ジャージ4人衆」            |      |            |              |
| 8.  | 「ソウル旅行」               |      |            |              |
| 9.  | 「今宵花同宿」               |      |            |              |
| 10. | 「なぞなぞ」                 |      |            |              |
| 11. | 「ずいぶんたって(Inst)」     |      |            |              |
| 12. | 「傷(Inst)」                 |      |            |              |
| 13. | 「ハッピーエンド(Inst)」     |      |            |              |

| #   | タイトル                     | 作詞 | 作曲・編曲 | アーティスト |
| --- | ---------------------------- | ---- | ---------- | ------------ |
| 1.  | 「どの空の下にいても」       |      |            | パク・キヨン |
| 2.  | 「恋は難しい」               |      |            | Twilight     |
| 3.  | 「ずいぶんたって」           |      |            | Jo Eun       |
| 4.  | 「照らしてあげる」           |      |            | Gilgu Bonggu |
| 5.  | 「ANDANTE」                  |      |            | Jea：n       |
| 6.  | 「Orientalism」              |      |            |              |
| 7.  | 「ペパーミント・キャンディ」 |      |            |              |
| 8.  | 「無国籍者たち」             |      |            |              |
| 9.  | 「Alone」                    |      |            |              |
| 10. | 「暗闘」                     |      |            |              |
| 11. | 「Urban S」                  |      |            |              |
| 12. | 「失踪」                     |      |            |              |
| 13. | 「Jump To The Future」       |      |            |              |
| 14. | 「セナのMinor」              |      |            |              |
| 15. | 「Karma」                    |      |            |              |
| 16. | 「プリンス Blues」           |      |            |              |
| 17. | 「She is」                   |      |            |              |
| 18. | 「右往左往」                 |      |            |              |
| 19. | 「帰還」                     |      |            |              |

## DVD

### 韓国版
- 屋根部屋の皇太子DVD BOX 監督版

リージョンコード3で音声は朝鮮語。英語字幕あり。

### 日本版
- 屋根部屋のプリンスDVD SET 1(1話 - 10話)(2013年4月5日発売)
- 屋根部屋のプリンスDVD SET 2(11話 - 20話)(2013年5月10日発売)
- 屋根部屋のプリンスBlu-ray SET 1(1話 - 10話)(2013年4月5日発売)
- 屋根部屋のプリンスBlu-ray SET 2(11話 - 20話)(2013年5月10日発売)

監督版とは違い、カットやBGM変更あり。いずれも日本語字幕・日本語吹替あり。発売元はジェネオン・ユニバーサル・エンターテイメント。

### メイキングDVD
- 屋根部屋のプリンス ユチョン王子の撮影日誌 1巻目(2012年11月21日発売)
- 屋根部屋のプリンス ユチョン王子の撮影日誌 2巻目(2012年11月21日発売)

日本語字幕あり。発売元はポニーキャニオン。

## 受賞
- 2012年SBS演技大賞
  - ドラマスペシャル優秀演技賞、視聴者人気賞：パク・ユチョン
  - ドラマスペシャル最優秀演技賞：ハン・ジミン
  - 10大スター賞、ベストカップル賞：パク・ユチョン、ハン・ジミン
  - ドラマスペシャル優秀演技賞：チョン・ユミ

- 2012年ソウルドラマアワーズ
  - 最優秀作品賞
  - ネチズン人気賞、韓流ドラマ男優賞：パク・ユチョン
  - 韓流ドラマ女優賞：ハン・ジミン